# José Cuauhtémoc Blanco
José Cuauhtémoc Blanco Arias (26 de marzo de 1953) es un escritor mexicano de telenovelas. Su obra se centra mayormente en escribir historias originales para televisión para la televisora Televisa junto a la escritora María del Carmen Peña y al escritor Víctor Manuel Medina. Su obra ha recibido numerosos reconocimientos y una aceptación importante por parte del público internacional. Algunos de sus principales títulos son: Cadenas de Amargura, La Dueña, Cañaveral de Pasiones, El manantial y El color de la Pasión.

## Telenovelas

### Historias originales
- El color de la pasión (2014) (con María del Carmen Peña).[4]
- Mi pecado (2009) (con María del Carmen Peña y Víctor Manuel Medina)
- El manantial (2001/02) (con Víctor Manuel Medina)
- Ángela (1998) (con María del Carmen Peña)
- Capricho (1993) (con María del Carmen Peña)
- Cadenas de amargura (1991) (con María del Carmen Peña)

### Adaptaciones
- Laberintos de pasión (1999/2000) (con María del Carmen Peña) Original de Caridad Bravo Adams (versión libre)
- Cañaveral de pasiones (1996) (con María del Carmen Peña y José Antonio Olvera) Original de Caridad Bravo Adams

### Nuevas versiones de sus historias
- Corazón que miente (2016). Versión de Laberintos de pasión adaptada por Carlos Daniel González, José Antonio Abascal y Dante Hernández.
- La sombra del pasado (2014/2015). Versión de El Manantial adaptada por Carlos Daniel González, José Antonio Abascal y Dante Hernández[5]
- Abismo de pasión (2012). Versión de Cañaveral de pasiones. En esta nueva versión no aparece su crédito como autor de la adaptación de Cañaveral de pasiones, solo se mencionan a los co-adaptadores María del Carmen Peña y José Antonio Olvera.
- En nombre del amor (2008/09). Versión de Cadenas de amargura. Reescrita por Martha Carrillo y Cristina García

## Series

### Dirección
- Cambio de vida (2008)

### Adaptaciones
- Plaza Sésamo (1973)

## Premios y nominaciones

### Premios TVyNovelas
| Año  | Categoría                   | Telenovela            | Resultado |
| ---- | --------------------------- | --------------------- | --------- |
| 2015 | Mejor historia o adaptación | El color de la pasión | Nominada  |
| 2010 | Mejor historia o adaptación | Mi pecado             | Ganadora  |
| 2000 | Mejor historia o adaptación | Laberintos de pasión  | Ganadora  |
| 1997 | Mejor historia o adaptación | Cañaveral de pasiones | Ganadora  |
| 1992 | Mejor historia o adaptación | Cadenas de amargura   | Ganadora  |

### Premios Bravo 2002
| Categoría   | Telenovela   | Resultado |
| ----------- | ------------ | --------- |
| Mejor Guion | El manantial | Ganador   |

### TV Adicto Golden Awards
| Año  | Categoría               | Telenovela | Resultado |
| ---- | ----------------------- | ---------- | --------- |
| 2010 | Mejor historia original | Mi pecado  | Ganador   |